# Reforma ortográfica quechua-aimara
La reforma ortográfica quechua-aimara es un conjunto de cambios en las prescripciones ortográficas oficiales adoptadas por los Estados para la escritura en contextos formales y educativos de las lenguas quechuas, el aimara, el jaqaru y el cauqui, ocurridos en Perú, Bolivia y Ecuador entre las últimas décadas del siglo XX y la primera década de este siglo. Ocurrió mediante distintos dispositivos normativos estatales sucesivos y su elemento principal fue la definición (o redefinición) de alfabetos oficiales. Los cambios se fueron realizando bajo el criterio técnico de adoptar alfabetos fonemáticos, es decir, que hicieran corresponder una única grafía a cada uno de los fonemas de estas lenguas. Se abandonaban así muchas de las convenciones ortográficas heredadas o adaptadas a partir de la ortografía castellana desde tiempos coloniales. Los alfabetos oficiales resultantes guardan pequeñas diferencias tanto entre lenguas o dialectos como entre los países para una misma lengua, pero son altamente parecidos. Estos cambios normativos son un subconjunto de las distintas políticas lingüísticas efectuadas por estos Estados en tiempos recientes.
El alfabeto oficial quechua peruano de 1975 se considera la primera norma jurídica de planeamiento de corpus de esta reforma. Los cambios posteriores incluyeron el establecimiento de alfabetos trivocálicos para las hablas quechuas y aimaras, cambio inicialmente bastante resistido por algunos actores. Para el quichua ecuatoriano y los quechuas norperuanos, el cambio incluyó la unificación de los alófonos sordos y sonoros de los fonemas oclusivos y africados. Mientras Perú y Bolivia siguieron criterios fonemáticos desde el inicio, los primeros alfabetos oficiales quichuas del Ecuador intentaban preservar las convenciones del castellano, y el criterio fonemático fue oficializado recién en 1998 y ratificado en 2004. Hasta hoy persisten personas, grupos e instituciones que se mantienen en desacuerdo con uno o varios aspectos de esta reforma.

## Características
Los cambios más importantes son reemplazar el dígrafo ⟨hu⟩ con la letra única ⟨w⟩, y reemplazar las consonantes ⟨c⟩/⟨q[u]⟩ con ⟨k⟩ o ⟨q⟩, según corresponda en la palabra en cuestión. "K" y "q" representan sonidos diferentes en la mayoría de los idiomas andinos: "k" es una consonante velar, como en español e inglés; "q" es una consonante uvular. Como el español no tiene [q] uvular, a veces se usaba una doble c ("cc") para representar los sonidos quechuas parecidos a /k/ que difieren del sonido [k] simple del español, por ejemplo, en nombres de lugares como Ccarhuacc, Chopcca, Cconocc, Llacce, Manyacc, Chihuilluyocc, Chilcahuaycco, etc. Pero también a veces se perdía la distinción entre estos sonidos, razón por la cual las fuentes quechuas o aimaras deben ser consultadas para seleccionar la consonante correcta. Por ejemplo, el Templo del Sol en Cusco se llama Qurikancha en quechua, con ambos sonidos (quri 'oro', kancha 'patio, recinto'), y se escribe "Coricancha" en la ortografía hispanizada. Cabe destacar que este problema no es uniforme en todo el Perú, siendo que existe el topónimo Ccoricancha, que sí representaría el sonido uvular en Huancavelica.
Además, el inventario de fonemas del quechua y aimara incluye solo tres vocales, /a/, /i/ y /u/. Las transcripciones españolas más antiguas (así como la norma de 1975) usaban las letras "o" y "e" también; esto es debido a que la pronunciación de /u/ e /i/ abiertas a [o] y [e] adyacente a /q/, una instancia de variación alofónica. Por ejemplo, quechua qucha 'lago' suena para los hispanohablantes como cocha, como en la muestra Huiracocha de más abajo. Algunas fuentes, como el diccionario publicado por la Academia Mayor de la Lengua Quechua, todavía usan la ortografía de cinco vocales de 1975.
Para el quichua ecuatoriano y los quechuas norperuanos (por ejemplo, cajamarquino, Incahuasi-Cañaris, lamista), se unificaron bajo una sola grafía los alófonos de cada fonema oclusivo o africado. De ese modo, los alófonos sonoros [b, d, dʒ, g, ɢ] de las oclusivas y africada pasaron a escribirse simplemente como <p, t, ch, k, q>, respectivamente.
En Bolivia y en el sur de Perú, incluido Cusco, existen tres versiones de todas las consonantes oclusivas: los sonidos no aspirados básicos (p, t, ch, k, q), una consonante aspirada con una "h" (ph, th, chh, kh, qh), y finalmente una serie eyectiva etiquetada con un apóstrofo (p', t', ch', k', q'). En aimara y quechua sureño, estos son sonidos distintos, haciendo un total de 15 consonantes oclusivas, y estas diferencias deben ser mostradas en la ortografía: en las palabras de ejemplo de abajo el sonido de kh en khipu no es el mismo que el de k en Inka o en Tiwanaku; ni el sonido de qh al principio de qhapaq es igual que el sonido de q al inicio de Qusqu. En la mayoría de las regiones al norte de Cusco, estas variantes no existen, y solo se utilizan los sonidos básicos no aspirados.
Estos cambios se consideran parte de un proceso general de normalización ortográfica y reafirmación del derecho de estas lenguas nativas a su propio sistema de ortografía apropiado para sus sistemas de sonido, que son muy diferentes de los del español. Esto acompaña un crecimiento de orgullo en la herencia andina de estos países, y se mueve para recuperar el prestigio de sus lenguas indígenas. Estos cambios ortográficos forman parte de los alfabetos oficiales para quechua y aimara en Perú, Bolivia y Ecuador, aunque el debate continúa sobre la medida en que se van a utilizar cuando se escribe en español.

## Regulaciones
Hoy en día las malas grafías están en conflicto con la ley peruana. De acuerdo con el artículo 20 del Decreto Supremo Nº 004-2016-MC, que aprueba el Reglamento de la Ley 29735, publicado en el periódico oficial El Peruano el 22 de julio de 2016, la adecuada ortografía del topónimo en los alfabetos normalizados de las lenguas indígenas se debe proponer progresivamente con el fin de estandarizar los nombres utilizados por el Instituto Geográfico Nacional (IGN). El IGN realiza los cambios necesarios en la mapas oficiales del Perú.  
La siguiente tabla muestra ejemplos de ortografía moderna de las expresiones aymaras y quechuas según los alfabetos normalizados, sus significados y ortografías erróneas comunes.
| Aimara               | Significado                                                          | Escritura hispánica |
| -------------------- | -------------------------------------------------------------------- | --- |
| Janq'u Uma           | janq'u "blanco", uma "agua", "agua blanca"                           | Ancohuma, Jankho Uma, Jankhouma                                                                                           |
| Wila Quta o Wilaquta | wila "rojo", quta "lago", "lago rojo"                                | Vila Cota, Wila Kkota, Wila Khota, Wila Kota, Vila Ccota, Vilaccota, Wilaccota, Wila Ccota, Vilakkota, Vilakota, Vilacota |
| Quechua              | Significado                                                          | Escritura hispánica |
| Qiwllarahu           | qiwlla "quebrada, montaña", rahu "nieve, hielo", "montaña con nieve" | Caullaraju, Jeulla Rajo, Jeulla Raju, Queulla Raju, Queullaraju                                                           |
| Wayna Qhapaq         | wayna "joven, hombre joven", qhapaq "soberano"                       | Huayna Capac, Huayna Cápac, Huayna Ccapacc, Guayna Capac                                                                  |
| Wiraqucha            | wira "grueso", qucha "lago", wiraqucha, Wiraqucha "señor / dios"     | Huiracocha, Huiraccocha, Viracocha, Wiracocha                                                                             |

Las wikipedias en quechua y aimara, son también un buen ejemplo de uso de la ortografía moderna.